# 五里河公园
五里河公园，是位于辽宁省沈阳市浑河北岸的一个大型公园，西起青年大街，东至长青街。奥林匹克健身路贯穿整个公园。该公园环境优美、景色宜人。东方威尼斯小区建在该公园内。